# Philothermus stephani
Philothermus stephani is een keversoort uit de familie dwerghoutkevers (Cerylonidae). De wetenschappelijke naam van de soort werd in 2007 gepubliceerd door Gimmel & Slipinski.